# Steengroeve Theater Winterswijk
Het Steengroevetheater is een tijdelijk theater in steengroeve te Winterswijk. Het theater wordt tijdens de vakantie in de zomer opgebouwd in een groeve waar normaal kalksteen gewonnen wordt. Onder in de 30 meter diepe groeve verrijst dan een festivalterrein met een podium, tribunes, horecagelegenheden en tenten. De hoge rotswanden bieden een uniek decor en creëren een magische sfeer bij maanlicht. Het beslaat een oppervlakte van twee hectare.

## Geschiedenis
De Winterswijkse steengroeve is in 1989 voor het eerst gebruikt als locatie voor een grote theaterproductie. Toen voerden ze in de oude steengroeve de opera Die Zauberflöte van Wolfgang Amadeus Mozart op voor 10.000 bezoekers. Vanwege het grote succes ontstond begin 21e eeuw het idee om hier met enige regelmaat culturele manifestaties te houden. Het gebruik van de oostelijke groeve, tegenwoordig als natuurterrein in beheer bij Staatsbosbeheer, was niet meer mogelijk als locatie vanwege diverse belemmeringen op het gebied van de natuurbescherming. Als alternatief kwam de nu in gebruik zijnde groeve naar voren. In de zomervakantie, wanneer de delfstoffenwinning enkele weken stil ligt, bouwt men de groeve om tot een enorm theater.

## Het Steengroeve theater vanaf 2010
In 2010 werd het theater op de nieuwe locatie, onder in de groeve, voor de eerste maal gebruikt. Gedurende drie avonden werd de rockopera Jesus Christ Superstar opgevoerd voor ruim 9000 personen. Het Steengroevetheater kende in 2011 een serie voorstellingen genaamd: Oersprong, een avondvullend festival met onder andere Bram van der Vlugt als verteller. In 2013 vond Symfonia in het Steengroevetheater plaats; een concert met als basis het eigen samengesteld Eerste Achterhoeks Metropool orkest, aangevuld met een projectkoor, mannenkoor, percussionisten, theaterorkest en cast bestaande uit dansers en acteurs. Ook brachten verschillende solisten diverse stukken ten gehore. Dit alles in een decor van een nagemaakt Colosseum.
In de zomer van 2014 werd in de Steengroeve de rockopera The Wall van Roger Waters opgevoerd. Dit in samenwerking met Musical Producties Gelderland.. Op vier avonden in de zomer van 2015 werd de muzikale show Symfonia II. Van Bach tot Van Buuren uitgevoerd door honderden musici, zangers en acteurs. In augustus 2016 voerden zij Een Midzomernachtdroom afgekort tot MZN8D uit van Shakespeare in een muziektheaterbewerking. Het Winterswijks Muziektheater zorgde voor de cast. In augustus 2017 werd de voorstelling CINEMA opgevoerd.
Vanaf het begin is de artistieke leiding in handen van Jasper Korving (regie) en Gerben Kruisselbrink (muziek).
De Stichting Steengroeve Theater Winterswijk is verantwoordelijk voor de organisatie en staat onder voorzitterschap van initiatiefnemer Dirk Willink.

## Voorgaande voorstellingen
| Jaar | Voorstelling           | Ondertitel & extra                             | Voorstellingsdata        | Bezoekersaantal |  |
| 2025 | Luna                   | Life is a Mystery                              | 5,6, 8 & 9 augustus      |                 |  |
| 2024 | Deurdonderen           | Een ode aan de Achterhoek                      | 6,7, 9 & 10 augustus     | ca 12.000       |  |
| 2023 | Romeo+Julia            | We found love in a hopeless place              | 8, 9, 11 & 12 augustus   | ca 12.000       |  |
| 2022 | De Freule              | Over het leven en de dood van Judith van Dorth | 9, 10, 12 & 13 augustus  | ca 12.000       |  |
| 2021 | -                      | Voorstelling wegens coronacrisis verplaatst    | -                        | -               |  |
| 2020 | -                      | Voorstelling wegens coronacrisis verplaatst    | -                        | -               |  |
| 2019 | Die Zauberflöte        | De Nederlandse versie van Mozart's meesterwerk | 6, 7, 9 & 10 augustus    | 12.000          |  |
| 2018 | -                      | -                                              | -                        | -               |  |
| 2017 | CINEMA                 | Hooray for Hollywood!                          | 8, 10, 11 & 12 augustus  | ca. 12.000      |  |
| 2016 | MZN8D                  | Naar Shakespeare's Midzomernachtsdroom         | 16, 17, 19 & 20 augustus | ca. 12.000      |  |
| 2015 | Symfonia II            | Van Bach tot Van Buuren                        | 12, 14 & 15 augustus     | 11.000          |  |
| 2014 | The Wall               | Roger Water's The Wall                         | 13, 15 & 16 augustus     | ca. 10.000      |  |
| 2013 | Symfonia               | Steengroeve in Concert, van House tot Strauss  | 8, 9 & 10 augustus       | ca. 6.000       |  |
| 2012 | -                      | -                                              | -                        | -               |  |
| 2011 | Oersprong              | Een bijzondere zomeravond                      | 4, 5 & 6 augustus        | 3.800           |  |
| 2010 | Jesus Christ Superstar | Naar de rockopera van Tim Rice                 | 13, 14 & 16 augustus     | 9.000           |  |
| 1989 | Die Zauberflöte        | -                                              | 18, 19 & 20 augustus     | ca. 5.000       |  |

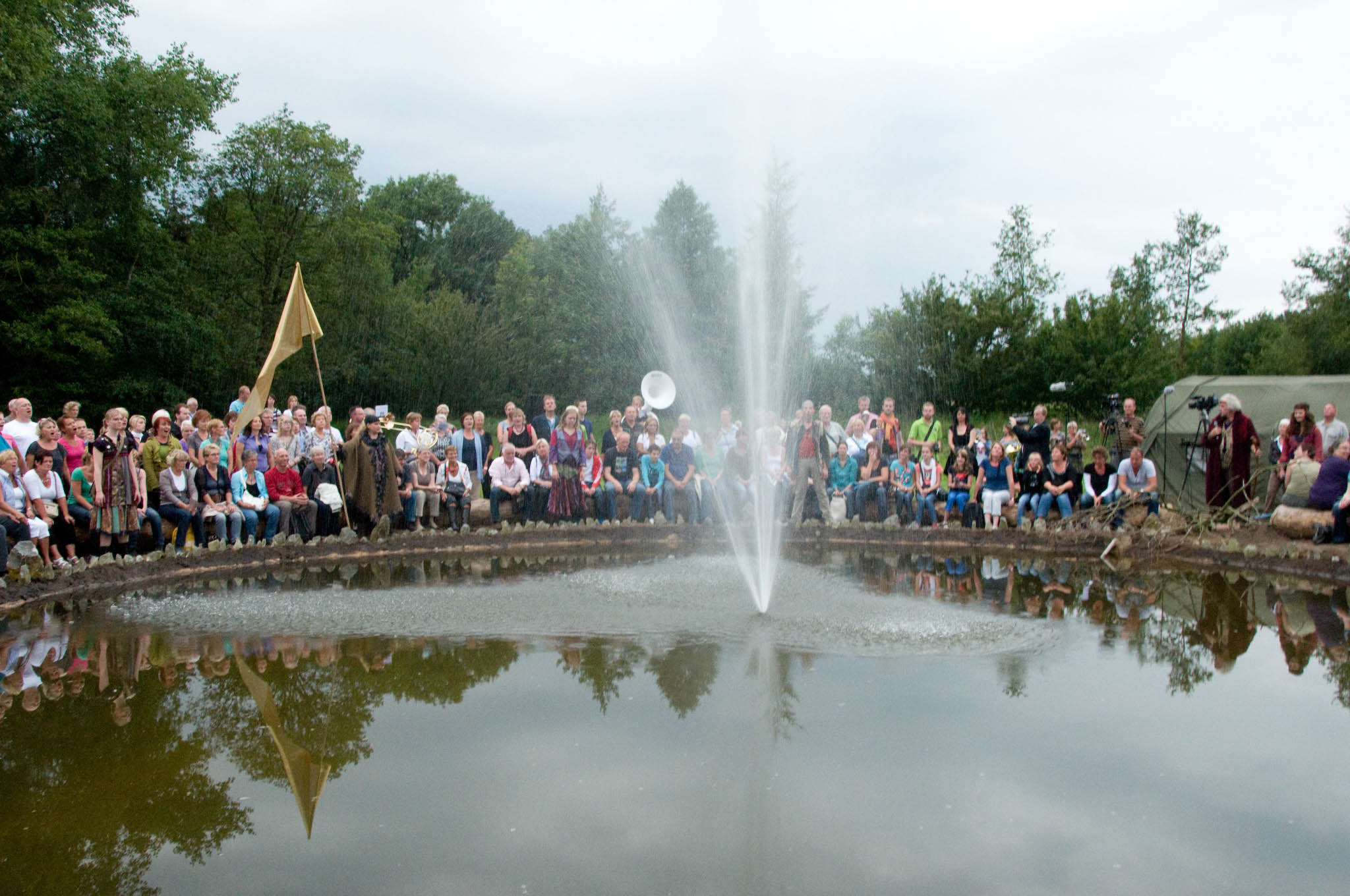
Oersprong 2011 Opening
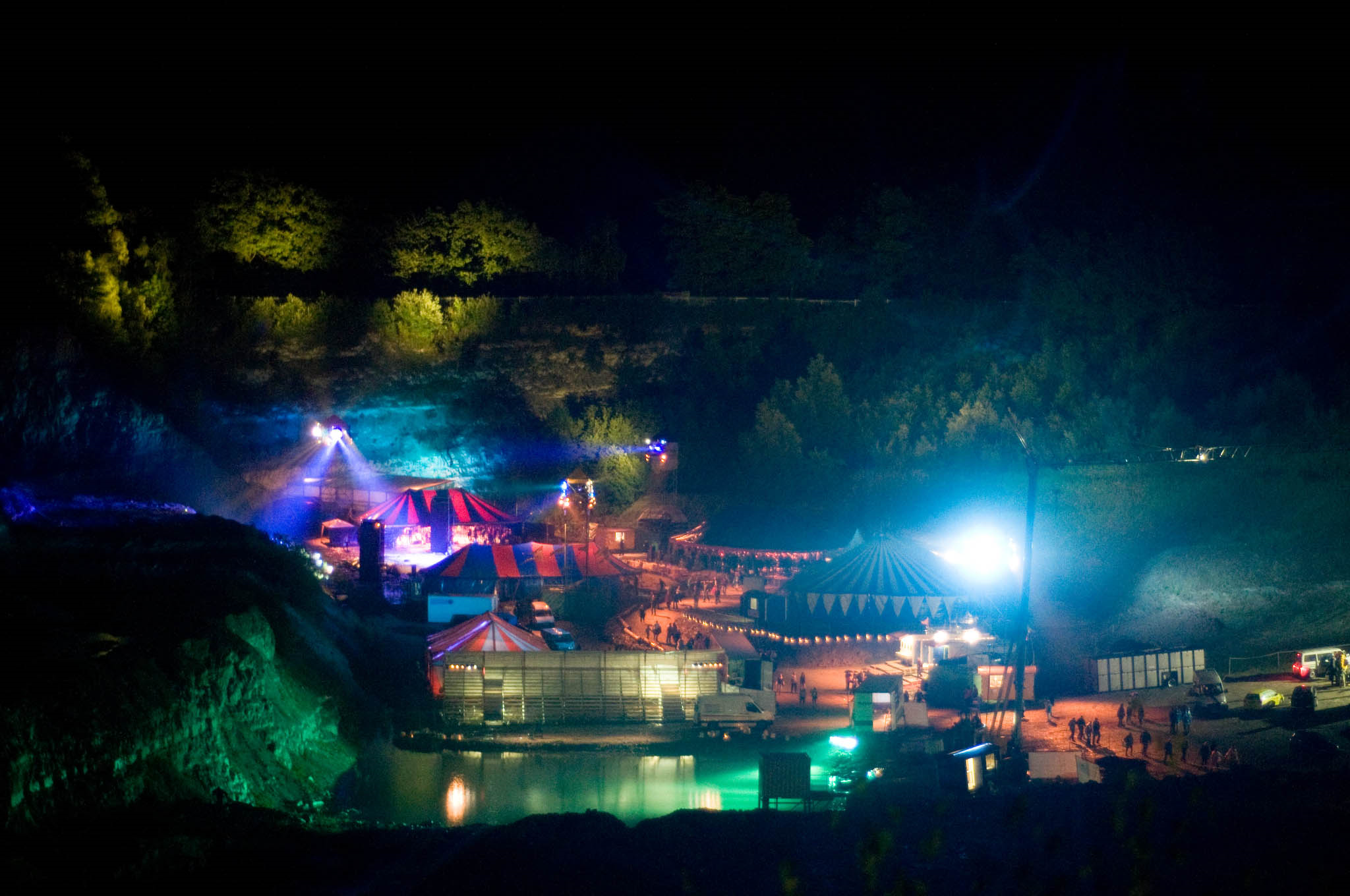
Oersprong 2011 Overzicht
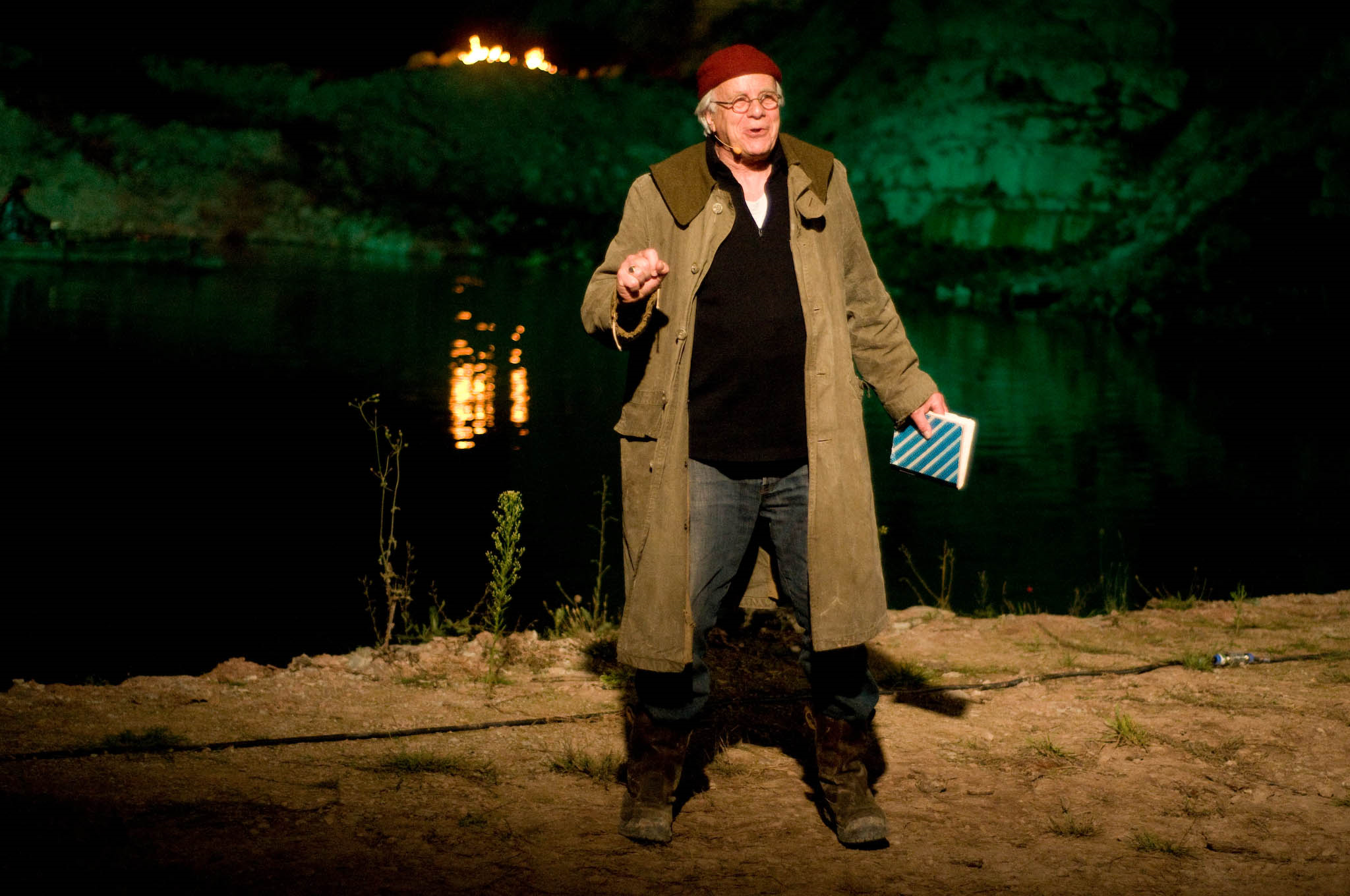
Oersprong 2011, met Bram van der Vlugt
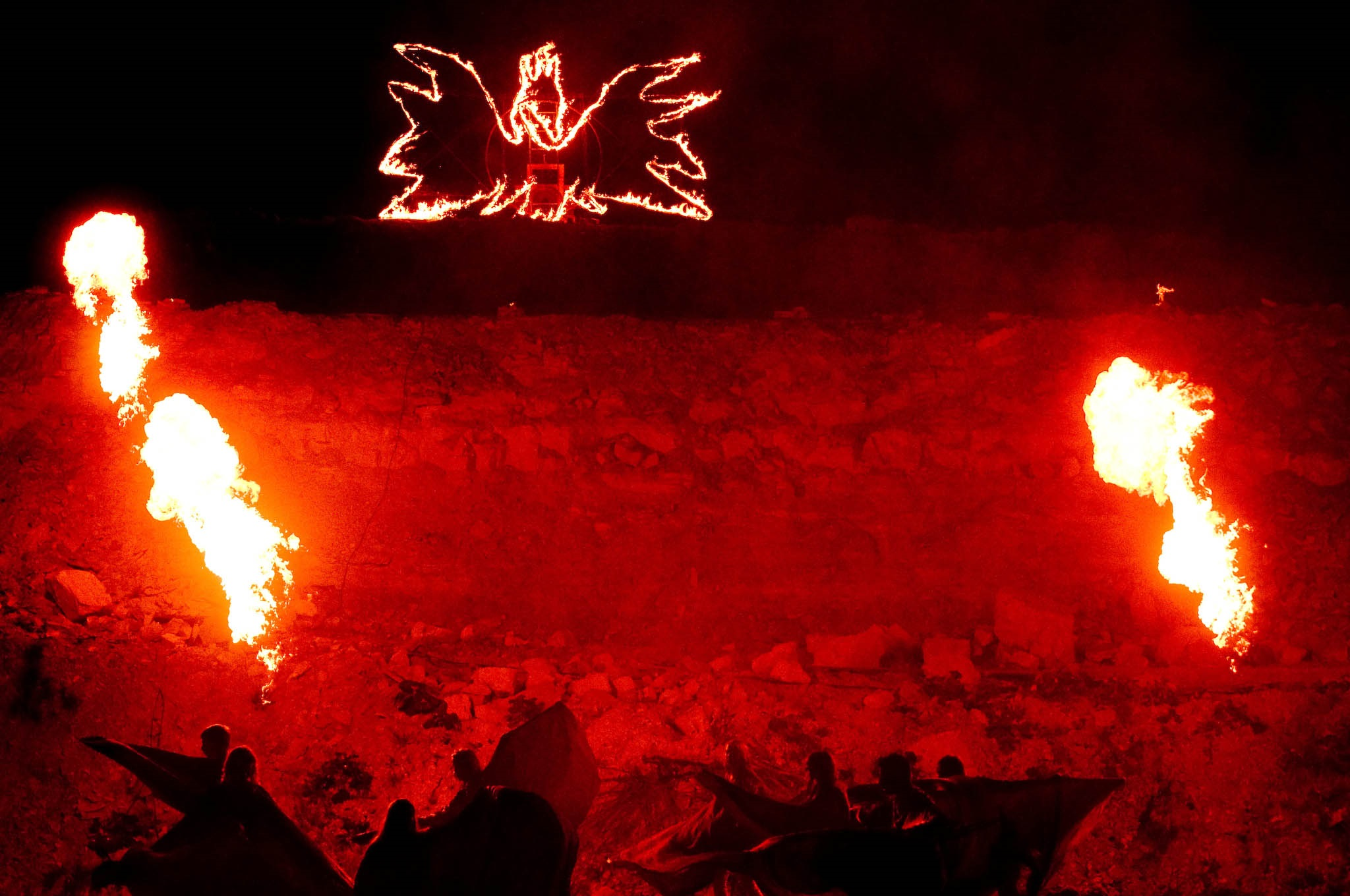
Oersprong 2011 Afsluiting